# Чёрный мангобей
Чёрный мангобей, или чёрный мангабей, или бородатый мангабей (лат. Lophocebus aterrimus) — вид обезьян семейства мартышковых отряда приматов, один из видов рода Бородатые мангобеи.

## Классификация
Иногда выделяются два подвида:
- Lophocebus aterrimus aterrimus — встречается в центральной части бассейна Конго
- Lophocebus aterrimus opdenboschi — встречается на северо-востоке Анголы и юго-западе Демократической Республики Конго.[3]

Некоторые приматологи, впрочем, считают этот вид монолитным и не выделяют подвидов.

## Описание
Приматы среднего размера, достаточно изящного телосложения, с очень длинным хвостом. Этот вид отличается от других видов мангобеев отчётливым чёрным хохолком на макушке. Шерсть чёрная, на морде имеются бакенбарды тёмно-серого цвета. Длина тела самцов от 45 до 65 см, длина хвоста от 80 до 85 см. Выражен половой диморфизм, масса самцов составляет от 6 до 11 кг, масса самок от 4 до 7 кг.

## Распространение
Встречается в сухих тропических и субтропических лесах Анголы и Демократической Республики Конго.

## Поведение
Проводит почти всё время на деревьях, встречаясь на всех ярусах леса, предпочитая средние ярусы. Изредка спускается на землю. В рационе преимущественно фрукты и семена, в некоторые месяцы года значительную часть рациона составляет нектар растений. Добывает пищу обычно ранним утром.

## Статус популяции
Главные угрозы популяции — охота и разрушение среды обитания. Международный союз охраны природы присвоил этому виду охранный статус «Близок к уязвимому положению» (англ. Near threatened). По данным на 2008 год численность популяция сократилась на 25 % за 27 лет.

## Фото

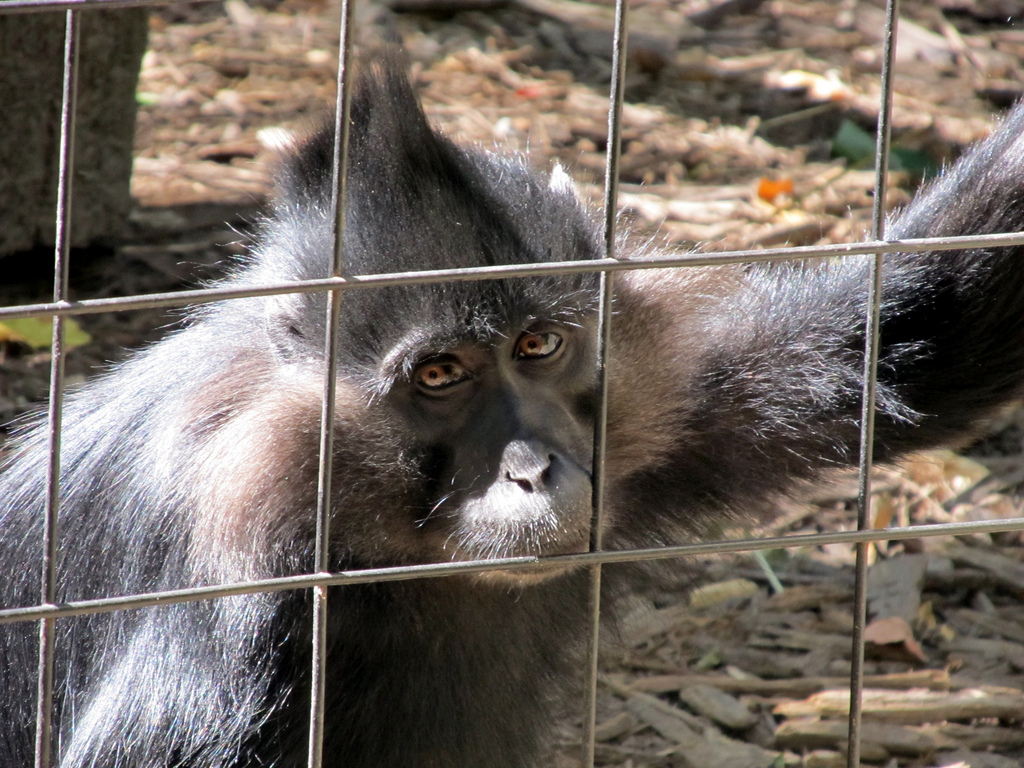
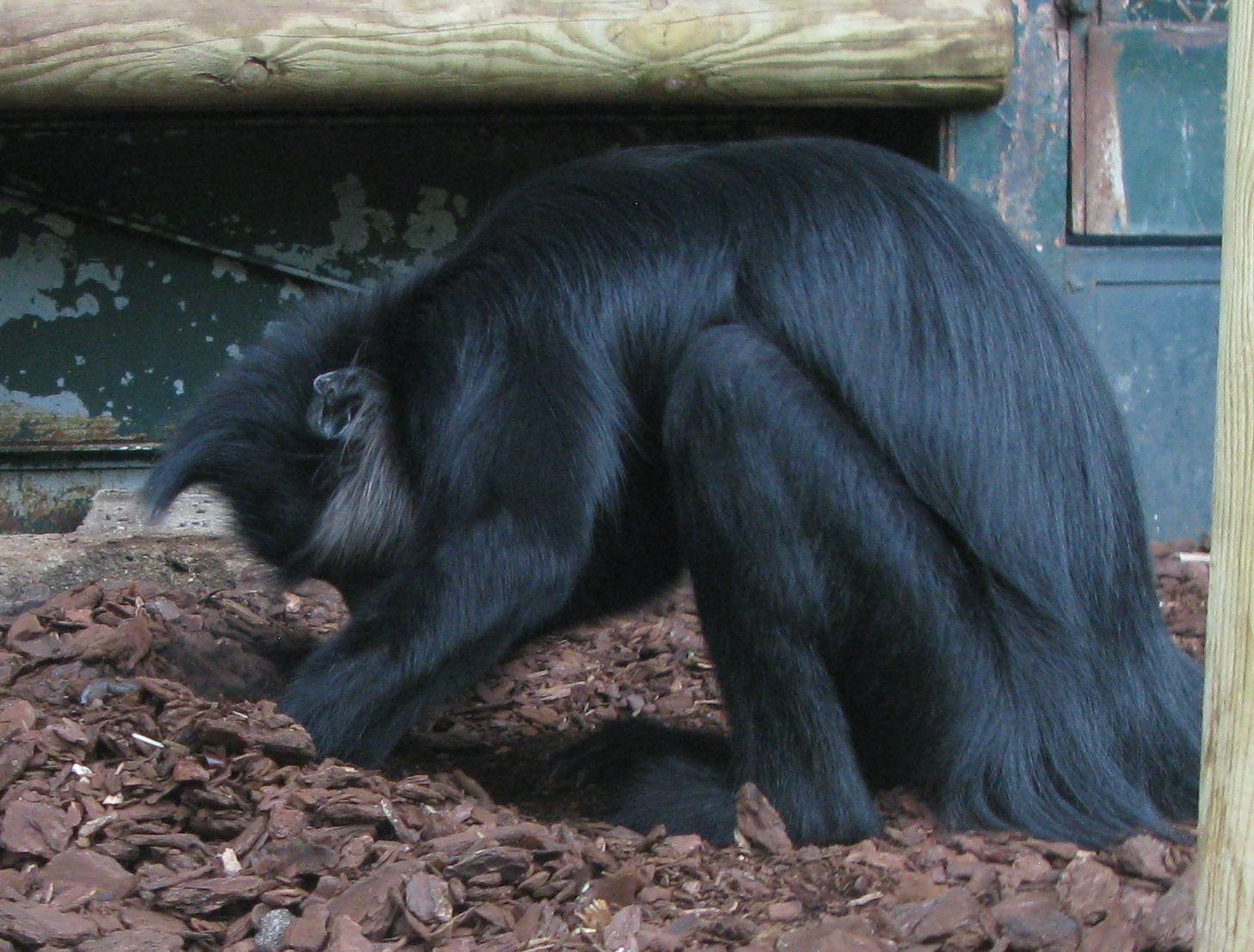
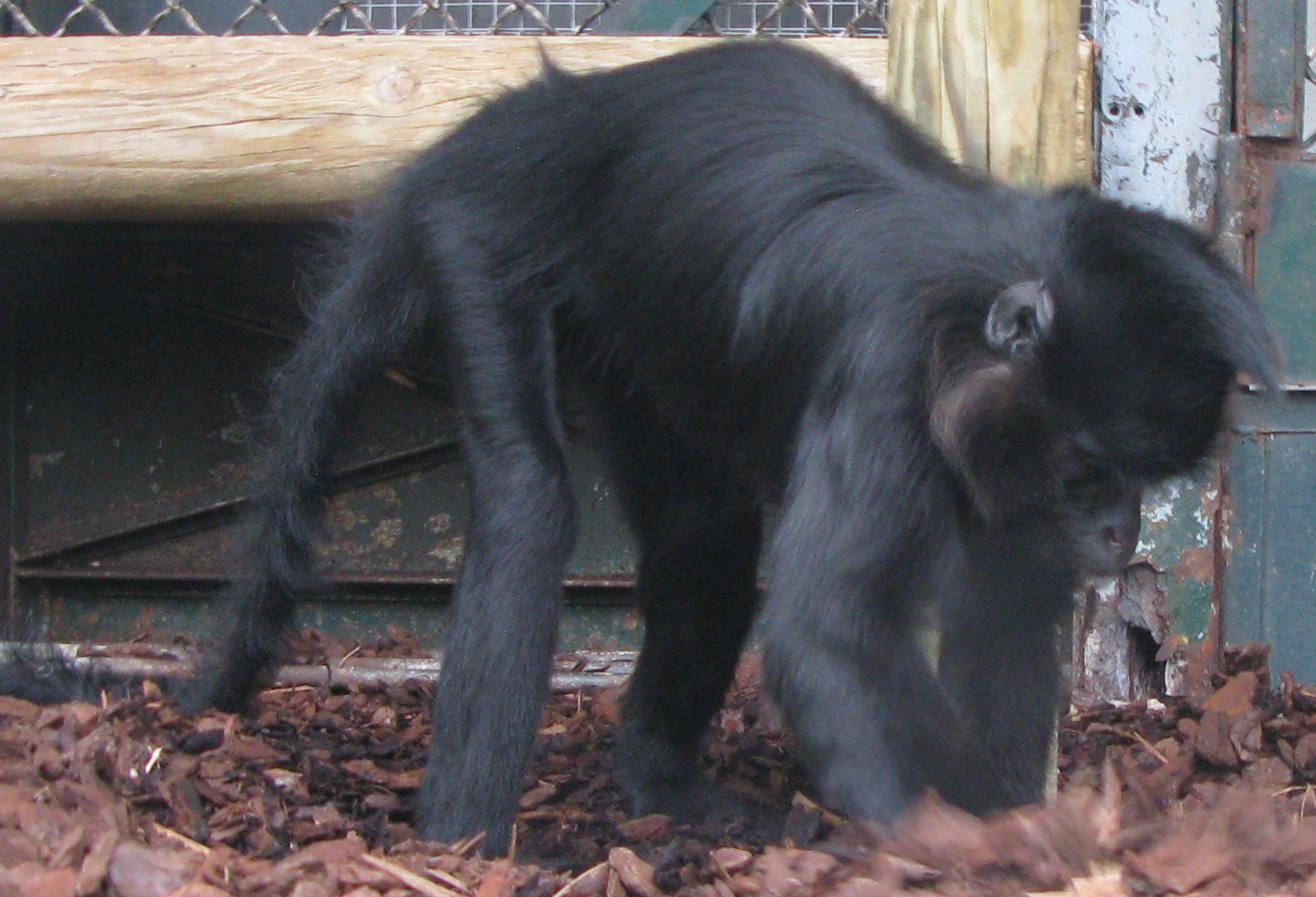